# Phase Reddening
Phase Reddening (engl.) ist die Änderung des Farbindex und der Absorptionsbanden bei atmosphärenlosen planetaren Körpern in Abhängigkeit vom Phasenwinkel. Bei Asteroiden muss der Effekt des Phase Reddenings korrigiert werden, da ansonsten die aus einer einzelnen Messung abgeleitete Klassifizierung fehlerhaft sein kann.
Bei Asteroiden sowie atmosphärenlosen Monden und Planeten wird häufig eine Verschiebung des Farbindex und der relativen Stärke von Absorptionsbanden zum Roten gemessen, nur selten zum Blauen. Der Effekt bei (4) Vesta liegt um die 0,002 mag/Grad im Optischen und nimmt im nahen Infrarot noch zu. Der Effekt ist ausgeprägt bei erdnahen Asteroiden mit ihren beliebig großen Phasenwinkeln.
Das Phase Reddening ist die Folge der Streuung elektromagnetischer Strahlung am Regolith, einem feinen Staub auf der Oberfläche planetarer Körper, die der Weltraum-Erosion ausgesetzt sind.
In Labormessungen wurde festgestellt, dass die Intensität des Phase Reddenings abhängt von
- der mittleren Größe des Regoliths
- dem Verdichtungsgrad des Regoliths
- der Form der Staubteilchen und
- der Form der Oberfläche.

Da der Regolith durch die Weltraum-Erosion laufend modifiziert wird, kann aus den Beobachtungen des Phase Reddenings grob auf das Alter der Oberfläche geschlossen werden. Allerdings kann der Regolith auch verjüngt werden durch Umlagerung aufgrund von Einschlägen von Meteoriten sowie seismischen Beben aufgrund von nahen Begegnungen mit Planeten.